# Petr Ševela
Petr Ševela (11. července 1955 Brno – 10. července 2019 Slovensko) byl československý hokejový brankář. Jeho synem je slovenský a maďarský hokejový brankář Peter Ševela také i Martin Ševela, který pracuje a žije v Brně.

## Hokejová kariéra
V československé lize chytal za TJ ZKL/Zetor Brno, Duklu Trenčín a Slovan Bratislava. Odchytal 7 ligových sezón a nastoupil ve 127 ligových utkáních. V nižších soutěžích chytal i za TJ LB Zvolen, TJ Hutník ZŤS Martin, TJ Gumárne Púchov a TJ Partizán Liptovský Mikuláš. Reprezentoval Československo na mistrovství Evropy juniorů do 19 let v roce 1974, kde tým skončil na 4. místě a na Mistrovství světa juniorů v ledním hokeji 1975, kde tým skončil na 4. místě.

## Klubové statistiky
| 1974/1975 | TJ ZKL Brno                   | 1. liga | 9  | 4,42 | -     |
| 1975/1976 | TJ ZKL Brno                   | 1. liga | 4  | 8,76 | 86,46 |
| 1976/1977 | Dukla Trenčín                 | 1. liga | 19 | 2,21 | -     |
| 1977/1978 | Dukla Trenčín                 | 1. liga | 32 | 3,64 | 89,66 |
| 1978/1979 | TJ Zetor Brno                 | 1. liga | 21 | 3,71 | -     |
| 1979/1980 | TJ Zetor Brno                 | 1. liga | 18 | 4,46 | -     |
| 1980/1981 | TJ LB Zvolen                  | 2. liga | 40 | 2,23 | -     |
| 1981/1982 | TJ LB Zvolen                  | 2. liga | 34 | 2,85 | -     |
| 1982/1983 | Slovan Bratislava             | 1. liga | 24 | 4,10 | 89,0  |
| 1983/1984 | TJ Hutník ZŤS Martin          | 2. liga | -  | -    | -     |
| 1984/1985 | TJ Hutník ZŤS Martin          | 2. liga | 31 | 4,39 | 91,88 |
| 1985/1986 | TJ Hutník ZŤS Martin          | 2. liga | 42 | 2,90 | -     |
| 1986/1987 | TJ Hutník ZŤS Martin          | 2. liga | 43 | 2,86 | -     |
| 1987/1988 | TJ Gumárne Púchov             | 2. liga | 30 | 3,60 | -     |
| 1988/1989 | TJ Partizán Liptovský Mikuláš | 2. liga | 8  | 3,99 | -     |
| 1990/1991 | TJ Hutník ZŤS Martin          | 2. liga | 28 | 3,78 | -     |